# Pteromyscus pulverulentus
Lo scoiattolo volante grigiofumo (Pteromyscus pulverulentus Günther, 1873), unica specie del genere Pteromyscus Thomas, 1908, è uno scoiattolo volante originario del Sud-est asiatico.

## Tassonomia
Attualmente, gli studiosi riconoscono due sottospecie di scoiattolo volante grigiofumo:
- P. p. pulverulentus Günther, 1873 (penisola malese e Sumatra);
- P. p. borneanus Thomas, 1908 (Borneo).

## Descrizione
Lo scoiattolo volante grigiofumo ha una lunghezza testa-corpo di 20,4-29,2 cm, una coda di 17,7-23,5 cm, e pesa circa 134-252 g. La colorazione generale è nero-brunastra; la parte subterminale dei peli, però, è biancastra o giallastra, mentre quella basale è grigia. Le zampe sono marrone chiaro, il petto è giallastro, la zona preanale è arancione e le regioni inferiori sono bianco-camoscio. I peli ai lati della coda sono più lunghi di quelli al di sopra e al di sotto di essa, il che conferisce a questa struttura anatomica un aspetto appiattito, seppur non pronunciato come nelle specie di Glaucomys. La coda, folta in alcuni esemplari, è di colore marrone-grigiastro chiaro con peli nerastri all'estremità. Questa specie, diversamente dallo scoiattolo volante dai piedi pelosi (Belomys pearsonii) è priva di ciuffi di pelo alla base delle piccole orecchie.

## Distribuzione e habitat
Lo scoiattolo volante grigiofumo è diffuso nelle foreste pluviali tropicali della penisola malese, di Sumatra e delle regioni settentrionali del Borneo. In Malaysia questa specie è diffusa per lo più nelle foreste di pianura dello Stato di Johor, ma è più raro nelle regioni montuose.

## Biologia
Lo scoiattolo volante grigiofumo ha abitudini notturne e si nutre soprattutto di frutta, noci e funghi. Non ha una stagione degli amori ben definita e i parti possono avvenire in ogni periodo dell'anno. Ciascuna nidiata è composta da uno o due piccoli.

## Conservazione
Sebbene negli anni '70 questo animale fosse ancora numeroso, in seguito all'intenso sfruttamento forestale esso è scomparso da gran parte della penisola malese. La IUCN lo classifica tra le specie in pericolo.